# Lulada

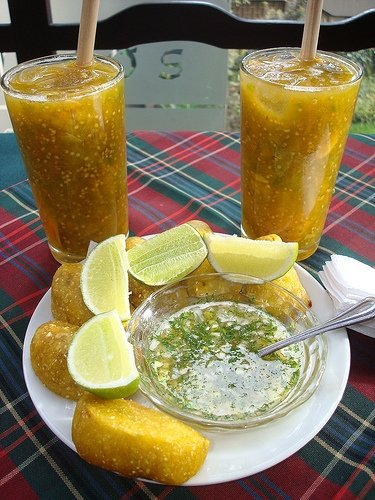
Luladas servidas com empanadas

Lulada é uma bebida tradicional colombiana de Cáli, no departamento de Valle del Cauca, na Colômbia. É preparado a partir do lulo, fruta comum na região, do suco de limão, da água e do açúcar para doçura. Muitas vezes tem a textura e a consistência de um smoothie e às vezes é servido com uma dose de aguardente. A lulada difere do suco de lulo padrão porque a fruta em questão não é misturada durante o preparo da bebida.